# Hassan al-Banna
Hassan Ahmed Abdel Rahman Muhammed al-Banna, känd som Hassan al-Banna (arabiska: حسن البنا), född 14 oktober 1906 i Mahmoudiyah, Beheira, död 12 februari 1949 i Kairo, var en egyptisk lärare, islamist och politisk reformator som grundade det islamistiska Muslimska brödraskapet 1928. Hans mål var att skapa en islamisk välfärdsstat, vilket skulle ske genom insamlandet av den religiösa "skatten", d.v.s. allmosan (zakat), för att fördela samt distribuera resurserna för att ingen skulle vara nödställd.
Tariq Ramadan är Hassan al-Bannas dotterson.